# سرهی یسین
سرهی یسین (اوکراینی: Сергій Олександрович Єсін؛ زادهٔ ۲ آوریل ۱۹۷۵) بازیکن فوتبال اهل اوکراین است.
از باشگاه‌هایی که در آن بازی کرده‌است می‌توان به باشگاه فوتبال تاوریا سیمفروپول، باشگاه فوتبال اوورلا اوژهورود، باشگاه فوتبال نوبهار نمنگان، و باشگاه فوتبال متالیست خارکوف اشاره کرد.
وی همچنین در تیم ملی فوتبال اوکراین بازی کرده‌است.